# Gilberto Manuel Pereira da Silva
Gilberto Manuel Pereira da Silva (Guimarães, 26 marzo 1987) è un calciatore portoghese, centrocampista dell'Os Sandinenses.

## Carriera

### Club
Ha giocato nella prima divisione dei campionati portoghese e cipriota, rispettivamente con Boavista ed Ermīs Aradippou. Dal 2012 gioca nel Covilhã, club della seconda divisione portoghese.

### Nazionale
Ha giocato nelle nazionali giovanili portoghesi Under-16, Under-17, Under-18, Under-19 ed Under-21.